# Governo do Emirado Islâmico do Afeganistão
O governo do Emirado Islâmico do Afeganistão é um emirado islâmico não reconhecido internacionalmente que foi estabelecido pela primeira vez em setembro de 1996 pelos Talibãs, uma organização islâmica Deobandi que iniciou a sua governação do Afeganistão após a queda de Cabul em 1996. Em 2001, foi derrubado por uma coligação militar liderada pelos Estados Unidos, que invadiu o país após os ataques de 11 de setembro, desencadeando uma guerra de 20 anos no Afeganistão. Os Talibãs regressaram ao poder após a partida da maioria das forças da OTAN e a queda de Cabul em agosto de 2021, e desde então têm o controlo de facto sobre a maior parte do país.

## História

### Estabelecimento e governo (1996–2001)
O Talibã e seu governo surgiu a partir do caos que se encontrava o Afeganistão após a invasão soviética. Começou como um movimento político-religioso fundamentalista islâmico composto de estudantes das madraças na região de Helmande e Candaar, no Afeganistão. Surpreendentemente pastós étnicos locais, misturaram códigos tribais dos Pashtunwali com elementos do ensinamento islâmico Deobandi para formar o movimento talibã, uma ideologia fundamentalista islâmica antiocidental, antimoderna e altamente restritiva que governaria o país.
Espalhando de Candaar, o Talibã, por fim tomou Cabul em 1996. Até o final de 2000, o Talibã foi capaz de capturar 90% do país, além de fortalezas da oposição afegã ( a Aliança do Norte) principalmente encontradas na região nordeste da província de Badaquistão. O Talibã tentou impor uma interpretação estrita da lei islâmica, a xaria, e depois foram apontados como partidários dos mujahidin, principalmente por abrigar rede de Osama bin Laden, a Al-Qaeda.
Durante a história de cinco anos do emirado islâmico, grande parte da população experimentou restrições à sua liberdade e às violações dos direitos humanos. As mulheres eram proibidas de trabalhar, as meninas proibidas de frequentar escolas ou universidades. Aqueles que resistiram foram punidos imediatamente. Os comunistas foram sistematicamente erradicados e os ladrões foram punidos por amputar uma de suas mãos ou pés.
Os talibãs conseguiram quase erradicar a maior parte da produção de ópio em 2001, que no entanto foi sempre uma importante fonte de rendimento para os senhores da guerra afegãos, e os Taliban não foram excepção.
Após o tratamento duro do Talibã às etnias xiitas do Afeganistão, o Irã intensificou a assistência à Aliança do Norte. As relações com o Talibã se deterioraram ainda mais em 1998, após as forças talibãs tomarem o consulado iraniano em Mazar e Xarife e executarem diplomatas iranianos. Na sequência deste incidente, o Irã quase entrou em guerra com o Talibã no Afeganistão, mas a intervenção do Conselho de Segurança das Nações Unidas e dos Estados Unidos impediram uma iminente invasão iraniana.

### Insurgência (2001–2021)
O governo do Emirado Islâmico do Afeganistão chegou ao fim em 2001, após a invasão dos Estados Unidos. Em maio e junho de 2003, altos funcionários do Talibã proclamaram o Talibã reagrupado e pronto para a guerrilha para expulsar as forças dos EUA do Afeganistão. No final de 2004, o então oculto líder do Talibã, Mohammed Omar, anunciou uma insurgência contra "a América e seus fantoches" (ou seja, as forças transitórias do governo afegão) para "reconquistar a soberania de nosso país".
O apoio contínuo de grupos tribais e outros no Paquistão, o tráfico de drogas e o pequeno número de forças da OTAN, combinado com a longa história de resistência e isolamento, indicava que as forças e líderes do Talibã estavam sobrevivendo. Ataques suicidas e outros métodos terroristas não usados em 2001 tornaram-se mais comuns. Observadores sugeriram que a erradicação da papoula, que prejudicou o sustento dos afegãos que viviam de sua produção, e as mortes de civis causadas por ataques aéreos, estimularam o ressurgimento. Esses observadores sustentaram que a política deveria se concentrar em "corações e mentes" e na reconstrução econômica, que poderia lucrar com a mudança da proibição para o produção de papoula para uso medicinal.
Em 8 de fevereiro de 2009, o comandante das operações dos Estados Unidos no Afeganistão, general Stanley McChrystal, e outras autoridades disseram que a liderança do Talibã se encontrava na cidade de Quetta, no Paquistão. Em 2009, uma forte insurgência havia se consolidado, conhecida como Operação Al Faath, a palavra árabe para "vitória" tirada do Alcorão, na forma de guerrilha. O grupo tribal pashtun, com mais de 40 milhões de membros (incluindo afegãos e paquistaneses), tinha uma longa história de resistência às forças de ocupação, portanto o Talibã pode ter compreendido apenas uma parte da insurgência. A maioria dos combatentes do Talibã pós-invasão eram novos recrutas, a maioria oriundos de madraças locais.
Em julho de 2016, a revista americana Time estimou que 20% do Afeganistão estava sob controle do Talibã, com a província de Helmande no extremo sul do país como sendo seu reduto, enquanto que o comandante da coalizão internacional Resolute Support dos EUA, General Nicholson, em dezembro de 2016 afirmou que 10% do território afegão estava nas mãos do Talibã enquanto outros 26% eram disputados entre o governo afegão e vários grupos de insurgência.
Em 29 de maio de 2020, foi relatado que o filho de Mohamed Omar, Mullah Mohammad Yaqoob, estava agora atuando como líder do Talibã depois que vários membros da Shura de Quetta foram infectados com a COVID-19. Foi previamente confirmado em 7 de maio de 2020 que Yaqoob havia se tornado chefe da comissão militar do Talibã, tornando-o o chefe militar dos insurgentes. Entre os infectados na Shura de Quetta, que continuou a realizar reuniões pessoais, estavam Hibatullah Akhundzada e Sirajuddin Haqqani, então comandantes das redes Talibã e Haqqani, respectivamente. Depois de se recuperar, Hibatullah Akhundzada reassumiu seu papel como Líder Supremo do Talibã.

### Retorno ao poder (2021–presente)
O Talibã iniciou uma ofensiva para recuperar o controle do país em maio de 2021. A ofensiva foi simultânea à retirada das tropas americanas do país, que estava programada para ser concluída em 11 de setembro de 2021. Durante os meses de junho e julho, o Talibã obteve ganhos constantes no campo e em centros urbanos isolados. A partir de 6 de agosto, o Talibã começou a capturar centros urbanos (capitais províncias) e capturou a capital, Cabul, em 15 de agosto, encontrando apenas resistência limitada. À tarde, foi relatado que o presidente afegão Ashraf Ghani havia deixado o país, fugindo para o Tajiquistão ou o Uzbequistão. O vice-presidente Amrullah Saleh e o presidente da Câmara do Povo, Mir Rahman Rahmani, também teriam fugido para o Tajiquistão e o Paquistão, respectivamente. Após a fuga de Ghani, as forças leais restantes abandonaram seus postos e as Forças Armadas afegãs deixaram de existir de facto. Na noite de 15 de agosto, o Talibã ocupou o palácio presidencial, baixou a bandeira republicana afegã e ergueu sua própria bandeira sobre o palácio. No dia seguinte, o Talibã proclamou a restauração do Emirado Islâmico do Afeganistão.

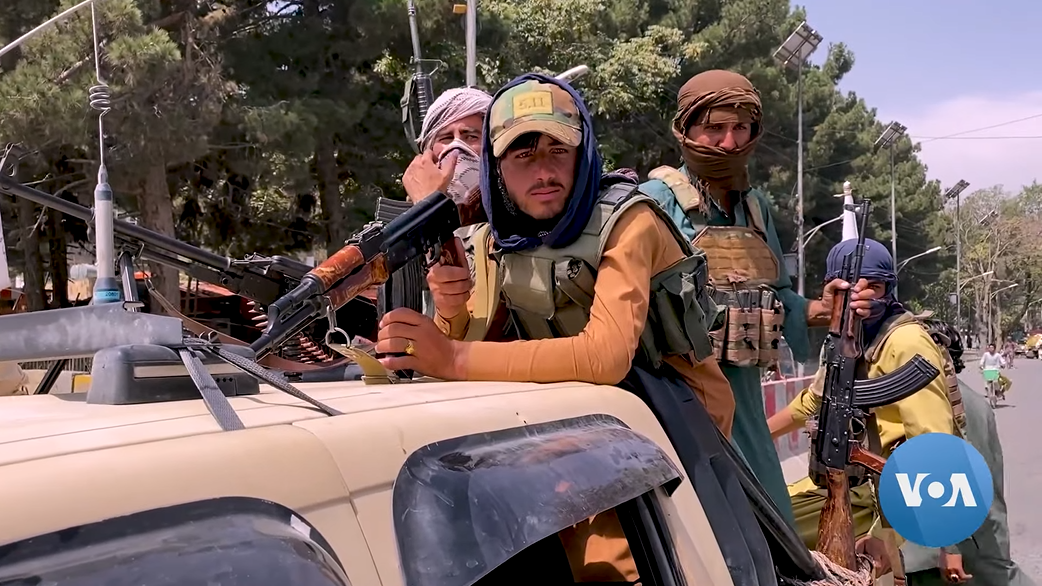
Militantes do Talibã controlando a cidade de Cabul, em agosto de 2021

Após a queda de Cabul, o presidente americano Joe Biden criticou os militares e o governo da República Islâmica do Afeganistão, particularmente o presidente Ashraf Ghani e o chefe do executivo Abdullah Abdullah, e os atacou por tolerarem a corrupção, a falta de vontade de negociar um acordo com o Talibã, e a falta de apoio geral da população, dizendo que não cabia aos Estados Unidos promover incessantemente a democracia liberal no país.

## Direitos humanos no emirado em 2021
Em 2021, Suhail Shaheen (porta-voz oficial do emirado) afirmou publicamente que as mulheres no emirado têm o direito de trabalhar e ser educadas até ao nível universitário. Shaheen declarou que milhares de escolas continuam a funcionar após a conquista, e afirmou o compromisso do emirado com os direitos das mulheres no que diz respeito à educação, trabalho e liberdade de expressão — dentro dos limites das regras islâmicas. Shaheen afirmou que todas as pessoas deveriam ser iguais, e que não deveria haver discriminação dentro do país. Ao contrário do período do anterior regime talibã, esperar-se-ia que as mulheres usassem o hijabe mas não a burca, pois o hijabe é exigido pelas regras islâmicas, de acordo com Shaheen.
A situação no terreno, contudo, contradiz todo este discurso de moderação. Perguntado sobre as declarações conciliatórias dos Talibãs que sugeriram um regime diferente do seu anterior, Joseph Borrell, representante da política externa da UE, ironizou: "Parece-me que são os mesmos de antes, mas falam melhor inglês".
Em 7 de setembro de 2021, os talibãs anunciaram um governo provisório inteiramente masculino, apenas composto por membros do movimento, e que incluía um ministro do Interior procurado pelo FBI. Está de volta o "Ministério para a propagação da virtude e prevenção do vício" que cuida que a xaria seja estritamente observada.
Na sua primeira entrevista com os meios de comunicação ocidentais, o agente do Ministério para a propagação da virtude e prevenção do vício em Candaar, Mawlawi Mohammad Shebani, promete que as coisas serão diferentes dos anos 1990. "Não queremos que as pessoas entrem em pânico" — diz ele. Shebani revelou o manual de bolso destinado a orientar o trabalho dos seus homens: deve ser usada primeiro a persuasão, e só depois a força contra os mais recalcitrantes. O manual exige que as mulheres só saiam de casa com hijabe, acompanhadas por um tutor masculino, quer orações obrigatórias e tem regras sobre o comprimento da barba para os homens.
Em Maio de 2022 os Taliban ordenaram que todas as mulheres afegãs passassem a usar burca. O decreto assinala também que é melhor para as mulheres ficarem em casa, se não tiverem trabalho importante fora dela. "Queremos que as nossas irmãs vivam com dignidade e segurança", disse Khalid Hanafi, o ministro em exercício no chamado Ministério para a propagação da virtude e prevenção do vício".
Em Fevereiro de 2022, foi noticiado pelo jornal britânico Telegraph que algumas autoridades talibãs de topo estão a enviar as suas filhas para escolas e universidades estatais ou particulares no exterior (Catar e Paquistão) isto enquanto impedem a educação de milhões de meninas no país desde que tomaram o poder.

## Reconhecimento internacional
Até a data de Setembro de 2021, ainda nenhum país reconheceu formalmente o Emirado Islâmico do Afeganistão como o sucessor legítimo da República Islâmica do Afeganistão.

### Reações internacionais ao restabelecimento do Emirado Islâmico do Afeganistão em 2021

#### Governos nacionais
- De acordo com o Ministro das Relações Exteriores de Bangladesh, AK Abdul Momen, "Se um governo talibã for formado, o que já foi feito, nossa porta estará aberta para eles, é um governo do povo e não importa qual novo governo seja formado, aceitaremos se for do povo". Tanto Bangladexe como o Afeganistão têm boas relações diplomáticas, com o ministro, considerando Bangladexe como um "potencial parceiro de desenvolvimento e amigo do Afeganistão".[24]
- O primeiro-ministro Justin Trudeau declarou que o Canadá não reconhecerá o Emirado Islâmico como governo legítimo do Afeganistão e que o Talibã continuará sendo uma organização proibida no Canadá.[25]
- Um porta-voz do Ministério das Relações Exteriores da República Popular da China afirmou que a China "respeita os desejos e escolhas do povo afegão" e espera "amizade e cooperação" com as novas autoridades. A China também espera obter garantias do Talibã de que não apoiará o Partido Islâmico do Turquestão, sancionado pela ONU ou permitir que operem a partir do território afegão.[26]
- O presidente, Ebrahim Raisi do Irã disse que o "fracasso militar" dos EUA no Afeganistão oferece uma oportunidade de estabelecer uma paz duradoura no país. A TV estatal iraniana citou-o dizendo que "a derrota militar da América e sua retirada devem se tornar uma oportunidade para restaurar a vida, a segurança e uma paz duradoura no Afeganistão".[27]
- O Primeiro-ministro, Imran Khan afirmou que os afegãos "quebraram as algemas da escravidão".[28] O ministro das Relações Exteriores, Fawad Chaudhry afirmou que o Paquistão não reconheceria um governo liderado pelo Talibã sem consultar os parceiros regionais e internacionais, acrescentando que estava satisfeito com o fato de a transferência de poder ter ocorrido sem derramamento de sangue. O Representante do Paquistão nas Nações Unidas referiu-se ao governo liderado por Ashraf Ghani como "um regime agora extinto" e criticou a participação do representante afegão nomeado por Ashraf, além de ter sido impedido de se dirigir ao Conselho de Segurança da ONU presidido pela Índia em um reunião do conselho de segurança.[29]
- A Rússia não reconheceu o emirado como autoridade legal do Afeganistão. Moscou disse que espera desenvolver laços com o Talibã, embora também diga que não tem pressa em reconhecê-los como governantes do país. Em 16 de agosto de 2021, o embaixador da Rússia no Afeganistão, Dmitri Jirnov, elogiou o grupo e declarou que "a situação é pacífica e boa e tudo se acalmou na cidade. A situação em Cabul agora sob o Talibã é melhor do que era sob Ashraf Ghani". O Talibã continua sendo uma organização banida da Rússia.[30]
- Uma declaração emitida pelo Ministério das Relações Exteriores do Reino da Arábia Saudita disse que "o reino permanece com as escolhas que o povo afegão faz sem interferência".[31]
- O primeiro-ministro, Boris Johnson exortou outros países a não reconhecerem o Emirado Islâmico como o governo legítimo do Afeganistão.[32]
- O Secretário de Estado, Antony Blinken disse em uma entrevista que os Estados Unidos não reconhecerão nenhum governo que abrigue grupos terroristas ou não defenda os direitos humanos básicos.[33] O Departamento de Estado dos EUA posteriormente se recusou a dizer se os Estados Unidos ainda reconheciam Ashraf Ghani como o Presidente do Afeganistão.

#### Organizações internacionais
- As Nações Unidas apelaram ao "estabelecimento, por meio de negociações inclusivas, de um governo unido, inclusivo e representativo com a participação plena, igual e significativa das mulheres". Ghulam M. Isaczai, o representante do Afeganistão nas Nações Unidas, que foi nomeado pela República Islâmica do Afeganistão, continuou a representar o país em uma reunião do Conselho de Segurança realizada em 16 de agosto de 2021.[34]
- O Alto Representante da União para os Negócios Estrangeiros e a Política de Segurança Josep Borrell, declarou que a UE terá para entrar em contato com as autoridades em Cabul, sejam elas quais forem. 'O Talibã venceu a guerra, então teremos que falar com eles, mas não expressamos nenhum plano de reconhecer o Emirado Islâmico do Afeganistão'.[35]

## Chefes de estado
| Nome | Nome                       | Retrato    | Duração de vida | Mandato              | Mandato      | Mandato          | Partido político |
| Nome | Nome                       | Retrato    | Duração de vida | Início da posse      | Fim da posse | Duração da posse | Partido político |
| --- | -------------------------- | ---------- | --------------- | -------------------- | ------------ | ---------------- | ---------------- |
| | Mulá Hibatullah Akhundzada | Sem imagem | n. 1961         | 15 de agosto de 2021 | sem cargo    | 3 anos, 334 dias | Talibã           |
| Emir e Comadante dos Fiéis; O Emirado Islâmico não é atualmente reconhecido internacionalmente, apesar de controlar a maioria do território afegão | Mulá Hibatullah Akhundzada | Sem imagem | n. 1961         |                      |              |                  |                  |